# Grundasjön (Härryda socken, Västergötland)
Grundasjön är en sjö i Härryda kommun i Västergötland och ingår i Kungsbackaåns huvudavrinningsområde. Sjön är 13,2 meter djup, har en yta på 0,119 kvadratkilometer och är belägen 131 meter över havet. Sjön avvattnas av vattendraget Vadbäcken.

## Delavrinningsområde
Grundasjön ingår i det delavrinningsområde (639788-129635) som SMHI kallar för Mynnar i Östra Ingsjön. Medelhöjden är 141 meter över havet och ytan är 9,92 kvadratkilometer. Det finns inga avrinningsområden uppströms utan avrinningsområdet är högsta punkten. Vadbäcken som avvattnar avrinningsområdet har biflödesordning 2, vilket innebär att vattnet flödar genom totalt 2 vattendrag innan det når havet efter 37 kilometer. Avrinningsområdet består mestadels av skog (71 procent). Avrinningsområdet har 0,5 kvadratkilometer vattenytor vilket ger det en sjöprocent på 5 procent. Bebyggelsen i området täcker en yta av 1,15 kvadratkilometer eller 12 procent av avrinningsområdet.